# Allelopátia
Allelopátia a neve a növények, algák, baktériumok, korallok vagy gombák azon tulajdonságának, ami lehetővé teszi, hogy szerves vegyületek, bioreagensek kibocsátásával szomszédjaik életfolyamatát befolyásolhassák, azok növekedését elősegíthessék vagy gátolhassák, sőt magjaik csírázását is megakadályozhassák.
A bioreagensek nem játszanak életfontosságú szerepet az allelopatikus növény életfolyamatában (növekedésében, reprodukciójában stb.) tehát csak másodlagos metabolitoknak számítanak.
A tulajdonság nem tévesztendő össze egy növény önző, az életfolyamathoz fontos anyagoknak (kémiai elemek és vegyületek) és energiának (fény, hő) szomszédjaiktól való elvonására való képességével, de együttesen fontos szerepet játszanak a növényfajok közötti fejlődési folyamat versenyében.
Számos bioreagens előállítható mesterségesen, szintetikusan és az allelopátiai kutatás a gyomirtás ismeretének fejlesztésére szolgálhat.

## Történelem
A fogalom egy bécsi egyetemi professzortól jön. Hans Molisch professzor 1937-ben közölte megfigyelését, hogy vannak olyan növények, amelyek talajba bocsátanak bizonyos szerves vegyületeket, aminosavakat, fenolokat stb. amelyek egyes növénytársaikra jótékonyan, serkentően, másokra károsan hatnak. Elroy Leon Rice 1984-ben megerősítette Molisch megfigyelését és a tulajdonság definícióját.

## Allelopatikus reagensek
Allelopatikus reagensek (angolul allelochemicals) úgymint fenolok, flavonoidok, terpenoidok, alkaloidák és glükozinolátok megtalálhatók az allelopatikus növénynek gyakorlatilag minden rostjában, gyökér, szár, levél, virág, gyümölcs, virágpor.
A kibocsátási mechanizmus lehet: 1. elpárologtatás, 2. környezeti víz általi kioldás 3. kiszivárgás és 4. maradványai bomlástermékeinek elterjesztése. Gyakran több reagens együttműködésére van szükség. Olykor a recipiens növény csak az alleloreagens koncentrációjában egy küszöbhatár elérésére reagál.

### Szerves vegyülettípusok
Az alleloreagensek általában alacsony molekulasúlyú vegyületek, amelyek lehetnek vízoldhatóak vagy zsíroldhatóak is. Példák: fenolok, kinonok, terpének.

### Hatásmód
Akár a természetes gyomirtószerek, ezek is hathatnak a környezeti növény bármely részére. Egyesek kémiailag gátolni tudják a szomszédos növény fotoszintézisét is.

### Fenolok
A fenolok savjellegükkel gátolják egyes fémionok abszorpcióját. Így a szalicilsav akadályozza a K+ ion talajból való felszívását az avena sativa növény gyökérhálózatában, ahol minél savasabb a közeg, annál nagyobb a gátló hatás: az inhibitorhatás a gyökér sejtmembránjainak a depolarizálása útján történik, ami ezen ionok sejtmembránon keresztüli permeabilitását csökkenti.